# Liste der Baudenkmale in Ivenack
In der Liste der Baudenkmale in Ivenack sind alle denkmalgeschützten Bauten der Gemeinde Ivenack (Mecklenburg-Vorpommern) und ihrer Ortsteile aufgelistet.
Grundlage ist die Veröffentlichung der Denkmalliste des Landkreises Mecklenburgische Seenplatte (Auszug) vom 20. Januar 2017.

## Baudenkmale nach Ortsteilen

### Ivenack
| ID  | Lage                        | Bezeichnung                | Beschreibung | Bild                   |
| --- | --------------------------- | -------------------------- | ------------ | ---------------------- |
| 502 | Eichenallee 13              | Landarbeiterhaus           |              |                        |
| 503 | Eichenallee 25              | Pfarrhaus mit              |              |                        |
| 503 |                             | Wirtschaftsgebäude         |              |                        |
| 504 | Eichenallee 29, 30          | Wohnhaus                   |              |                        |
| 505 | Eichenallee 37, 38, 39      | Gärtnerhaus                |              |                        |
| 506 | Eichenallee 46              | Forsthaus mit              |              |                        |
| 506 | Eichenallee 44              | Nebengebäude und           |              |                        |
| 506 | Eichenallee 45              | Stall                      |              |                        |
| 507 | Eichenallee 50              | Schule                     |              |                        |
| 508 | Eichenallee 53, 54          | ehem. Pfarrwitwenhaus      |              |                        |
| 509 | Eichenallee                 | Schäfertor                 |              |                        |
| 511 | Eichenallee                 | Alter Friedhof mit         |              |                        |
| 511 |                             | Tor,                       |              |                        |
| 511 |                             | Grabmal A. E. Gilo,        |              |                        |
| 511 |                             | Grabplatte Kühlhorn,       |              |                        |
| 511 |                             | Grabmal Bog. Maltzahn und  |              |                        |
| 511 |                             | Grabmal Elisabeth Maltzahn |              |                        |
| 512 | Eichenallee                 | Neuer Friedhof mit         |              |                        |
| 512 |                             | Grabstätte Scheven         |              |                        |
| 513 | Eichenallee (Karte)         | Kirche mit                 |              | Weitere Bilder         |
| 513 |                             | Gedenkstein I. Laurens,    |              |                        |
| 513 |                             | Grabstein C. Laurens und   |              |                        |
| 513 | (in der Kirche)             | Epitaph von Koppelow       |              | Epitaph von Koppelow   |
| 514 | Eichenallee (in der Kirche) | Kriegerdenkmal 1914/18     |              | Kriegerdenkmal 1914/18 |
| 515 | Eichenallee 48 (Karte)      | Schlossanlage mit Schloß,  |              | Weitere Bilder         |
| 515 | Am Schloß 8, 9, 10          | Marstall                   |              | Marstall               |
| 515 | Eichenallee 48              | Teehaus,                   |              | Teehaus,               |
| 515 |                             | Park,                      |              |                        |
| 515 | Eichenallee 48              | Orangerie,                 |              | Weitere Bilder         |
| 515 | Am Schloß 6                 | Wirtschaftsgebäude und     |              |                        |
| 515 | Seeweg 20                   | ehem. Inspektorenhaus      |              |                        |
| 516 | Scheunenberg 23             | Wirtschaftshof mit         |              |                        |
| 516 |                             | Speicher,                  |              |                        |
| 516 |                             | Schnitterkaserne und       |              |                        |
| 516 | Eichenallee/Scheunenberg    | Hofscheunenruine           |              |                        |
| 517 | (Tiergarten im Forst)       | Pavillon                   |              | Pavillon               |

### Goddin
| ID  | Lage                           | Bezeichnung                       | Beschreibung | Bild |
| --- | ------------------------------ | --------------------------------- | ------------ | ---- |
| 412 | Am Gutshof 1-3                 | Wirtschaftsgebäude der Gutsanlage |              |      |
| 410 | Fuchsberg 5                    | Neubauernhaus                     |              |      |
| 407 | Goddiner Straße 14, 15         | Landarbeiterhaus                  |              |      |
| 408 | Goddiner Straße 16, 17         | Landarbeiterhaus                  |              |      |
| 409 | Goddiner Straße 18, 19, 20, 21 | Landarbeiterhaus                  |              |      |
| 411 | Goddiner Straße 41             | Neubauernhaus                     |              |      |

### Grischow
| ID  | Lage               | Bezeichnung             | Beschreibung | Bild            |
| --- | ------------------ | ----------------------- | ------------ | --------------- |
| 441 | Am Bahndamm 20     | Bahnhofsgebäude         |              | Bahnhofsgebäude |
| 442 | Lindenstraße 25,26 | Schule                  |              |                 |
| 443 | Lindenstraße 39    | Fachwerkbauernhaus      |              |                 |
| 444 |                    | Glocke                  |              |                 |
| 445 | Speicherstraße 1,3 | Gutshaus                |              | Weitere Bilder  |
| 446 | (im Hegeholz)      | Denkmal "Weißer Hirsch" |              |                 |

### Markow
| ID  | Lage                   | Bezeichnung                              | Beschreibung | Bild           |
| --- | ---------------------- | ---------------------------------------- | --- | -------------- |
| 796 | Markower Straße 13, 14 | Landarbeiterhaus                         | |                |
| 797 | Markower Straße 6      | Gutsanlage mit                           | 1-gesch. unsanierter Fachwerkbau, dessen Sanierung mit Fördermitteln der Deutschen Stiftung Denkmalschutz erfolgen soll. | Gutsanlage mit |
| 797 |                        | Gutshaus und                             | |                |
| 797 |                        | Kastanienrondell                         | |                |
| 797 | Markower Straße 24     | Wirtschaftsgebäude (mit Krüppelwalmdach) | |                |

### Weitendorf
| ID   | Lage                           | Bezeichnung      | Beschreibung | Bild |
| ---- | ------------------------------ | ---------------- | ------------ | ---- |
| 1136 | Weitendorfer Straße 37; 39; 40 | Landarbeiterhaus |              |      |

### Zolkendorf
| ID   | Lage               | Bezeichnung | Beschreibung | Bild     |
| ---- | ------------------ | ----------- | ------------ | -------- |
| 1201 | Gutshof 3, 4, 5, 6 | Gutshaus    |              | Gutshaus |

## Gestrichene Baudenkmale
- Ivenack, Lindenstraße 52, Friedhof

## Quelle
- Karte der Baudenkmale im Geoportal des Landkreises